# Liste des gouverneurs du Dakota du Nord
Le gouverneur du Dakota du Nord (en anglais : Governor of North Dakota) est le chef de la branche exécutive du gouvernement de l'État américain du Dakota du Nord.
Le titulaire actuel du poste est le républicain Doug Burgum. Le gouverneur du Dakota du Nord a le pouvoir de proclamer des lois ou d’y opposer son veto et de convoquer l’Assemblée législative en session d’urgence. Le titulaire du poste est également président de la Commission industrielle du Dakota du Nord. Jusqu’en 2022, il n’y avait aucune limite au nombre de mandats qu’un gouverneur pouvait remplir.

## Système électoral
Le gouverneur du Dakota du Nord est élu pour un mandat de quatre ans au scrutin uninominal majoritaire à un tour.

## Liste
| No | Nom                       | Mandat      | Parti | Parti                 | Dates de naissance et de décès |
| -- | ------------------------- | ----------- | ----- | --------------------- | ------------------------------ |
| 1  | John Miller               | 1889-1891   |       | Républicain           | 1843-1908                      |
| 2  | Andrew H. Burke           | 1891-1893   |       | Républicain           | 1850-1918                      |
| 3  | Eli C. D. Shortridge      | 1893-1895   |       | Démocrate-Indépendant | 1830-1908                      |
| 4  | Roger Allin               | 1895-1897   |       | Républicain           | 1848-1936                      |
| 5  | Frank A. Briggs           | 1897-1898   |       | Républicain           | 1858-1898                      |
| 6  | Joseph M. Devine          | 1898-1899   |       | Républicain           | 1861-1938                      |
| 7  | Frederick B. Fancher      | 1899-1901   |       | Républicain           | 1852-1944                      |
| 8  | Frank White               | 1901-1905   |       | Républicain           | 1856-1940                      |
| 9  | Elmore Y. Sarles          | 1905-1907   |       | Républicain           | 1859-1929                      |
| 10 | John Burke                | 1907-1913   |       | Démocrate             | 1859-1937                      |
| 11 | L. B. Hanna               | 1913-1917   |       | Républicain           | 1861-1948                      |
| 12 | Lynn Frazier              | 1917-1921   |       | Républicain/(NPL)     | 1874-1947                      |
| 13 | Ragnvald A. Nestos        | 1921-1925   |       | Républicain/(IVA)     | 1877-1942                      |
| 14 | Arthur G. Sorlie          | 1925-1928   |       | Républicain/(NPL)     | 1874-1928                      |
| 15 | Walter Maddock            | 1928-1929   |       | Républicain/(NPL)     | 1880-1951                      |
| 16 | George F. Shafer          | 1929-1933   |       | Républicain/(IVA)     | 1888-1948                      |
| 17 | William Langer            | 1933-1934   |       | Républicain/(NPL)     | 1886-1959                      |
| 18 | Ole H. Olson              | 1934-1935   |       | Républicain/(NPL)     | 1872-1954                      |
| 19 | Thomas H. Moodie          | 1935-1935   |       | Démocrate             | 1878-1948                      |
| 20 | Walter Welford            | 1935-1937   |       | Républicain/(NPL)     | 1868-1952                      |
| 21 | William Langer            | 1937-1939   |       | Républicain/(NPL)     | 1886-1959                      |
| 22 | John Moses                | 1939-1945   |       | Démocrate - NPL       | 1885-1945                      |
| 23 | Fred George Aandahl       | 1945-1951   |       | Républicain           | 1897-1966                      |
| 24 | Clarence Norman Brunsdale | 1951-1957   |       | Républicain           | 1891-1978                      |
| 25 | John E. Davis             | 1957-1961   |       | Républicain           | 1913-1990                      |
| 26 | William L. Guy            | 1961-1973   |       | Démocrate - NPL       | 1919-2013                      |
| 27 | Arthur A. Link            | 1973-1981   |       | Démocrate - NPL       | 1914-2010                      |
| 28 | Allen I. Olson            | 1981-1985   |       | Républicain           | Né en 1938                     |
| 29 | George A. Sinner          | 1985-1992   |       | Démocrate - NPL       | 1928-2018                      |
| 30 | Edward Schafer            | 1992-2000   |       | Républicain           | Né en 1946                     |
| 31 | John Hoeven               | 2000-2010   |       | Républicain           | Né en 1957                     |
| 32 | Jack Dalrymple            | 2010-2016   |       | Républicain           | Né en 1948                     |
| 33 | Doug Burgum               | 2016-2024   |       | Républicain           | Né en 1956                     |
| 34 | Kelly Armstrong           | Depuis 2024 |       | Républicain           | Né en 1976                     |